# Бауэрс, Дэвид
Дэвид Бауэрс (англ. David Bowers, род. 1970) — британский сценарист и режиссёр кино. Знаменит как режиссёр мультфильмов.

## Биография

### Ранняя жизнь
Родился в 1970 году в графстве Чешир, Англия.

### Карьера
Первой его режиссерской работой стал мультфильм от студии DreamWorks под названием Смывайся! (2006). В 2009 году снял мультфильм Астробой (2009) по мотивам одноимённой черно-белой манги Осаму Тэдзуки. Дальше он занимал пост режиссера в продолжениях фильма Дневник слабака.

## Фильмография

### Режиссер
- Дневник слабака 4 (2017)
- Дневник слабака 3 (2012)
- Дневник слабака 2 (2011)
- Астробой (2009)
- Смывайся! (2006)[2]

### Сценарист
- Астробой (2009)